# HDMI
高畫質多媒體介面（英語：High Definition Multimedia Interface，缩写：HDMI）是一種全數位化影像和聲音傳送介面，可以傳送未壓縮的音訊及視訊訊號。HDMI可用於機上盒、DVD播放機、個人電腦、電視遊樂器、綜合擴大機、數位音響與電視機等設備。HDMI可以同時傳送音訊和視訊訊號。音訊和視訊訊號採用同一條線材的设计大大簡化系統線路的安裝難度。

## 簡述
HDMI在2002年出現時，是被設計來取代較舊的類比訊號影音傳送介面如SCART或RCA等端子的。它支援各類電視與電腦影像格式，包括SDTV、HDTV視訊畫面，再加上多聲道數位音訊。HDMI与去掉音频传输功能的UDI都繼承DVI的核心技術「傳輸最小化差分訊號」TMDS，從本質上來說仍然是DVI的擴展。DVI、HDMI、UDI的視頻內容都以即時、專線方式進行傳輸，這可以保證視頻流量大時不會發生堵塞的現象。每個像素數據量為24位。信號的時序與VGA極為類似。畫面是以逐行的方式被發送，並在每一行與每幀畫面發送完畢後加入一個特定的空白時間（類似模擬掃描線），並沒有將數據“Micro-Packet Architecture（微封包架構）”化，也不會只更新前後兩幀畫面改變的部分。每張畫面在該更新時都會被完整的重新發送。規格初制訂時其最大畫素傳輸率為165Mpx/sec，足以支援1080p畫質每秒60張畫面，或者UXGA解像度(1600x1200)；後來在HDMI 1.3規格中擴增為340Mpx/秒。
而HDMI之外，電視端子的發展歷史還有一個知名的影音介面，於今形成二分天下的格局，即是後來者DisplayPort，DP在2008年推出時，一開始則直接面向液晶顯示器開發，採用“Micro-Packet Architecture（微封包架構）”傳輸架構，視頻内容以封包方式傳送，這一點同DVI、HDMI等視頻傳輸技術有著明顯區別。也就是說，HDMI的出現，是繼承DVI取代類比信號視頻的使命，而DisplayPort的出現則取代的是DVI和VGA接口，故DP也可以說是HDMI的最大競爭者與繼承者。
HDMI也支援非壓縮的8聲道數位音訊傳送（取樣率192kHz，資料長度24bits/sample），以及任何壓縮音訊串流如Dolby Digital或DTS，亦支援SACD所使用的8聲道的1bit DSD訊號。在HDMI 1.3規格中，又追加超高資料量的無失真壓縮音訊串流如Dolby TrueHD與DTS-HD的支援。
標準的Type A HDMI接頭有19個腳位，另有一種支援更高解像度的Type B接頭被定義出來，但目前仍無任何廠商使用Type B接頭。Type B接頭有29個腳位，容許其傳送擴展的視訊通道以應付未來的高畫質需求，如WQSXGA(3200x2048)，但現在的接口已經可以滿足這個需求，只是需要查看版本號確認支援。
Type A HDMI可向下相容於現今多數顯示器與顯示卡所使用的Single-link DVI-D或DVI-I介面（但不支援DVI-A），這表示採用DVI-D介面的訊號來源可以透過轉換線驅動HDMI螢幕，但是此種轉換方案並不支援音訊傳送與遙控機能。此外如無HDCP認證的DVI螢幕也將不能收看從HDMI所輸出帶有HDCP加密保護的視訊資料（所有HDMI螢幕皆支援HDCP，但大多數DVI介面的顯示器不支援HDCP），Type B HDMI接頭也將向下相容於Dual-link DVI介面。
HDMI組織的發起者包括各大消費電子產品製造商，如日立製作所、松下電器、Quasar、飛利浦、索尼、湯姆生RCA、東芝、Silicon Image。數位內容保護公司(Digital Content Protection, LLC)提供HDMI介面相關的防拷保護技術。此外，HDMI也受到各主要電影製作公司如20世紀福斯、華納兄弟、迪士尼、環球，包括三星電子在內的各大消費電子產品製造商，以及多家有線電視系統業者的支援。

## 規格

### HDMI接頭

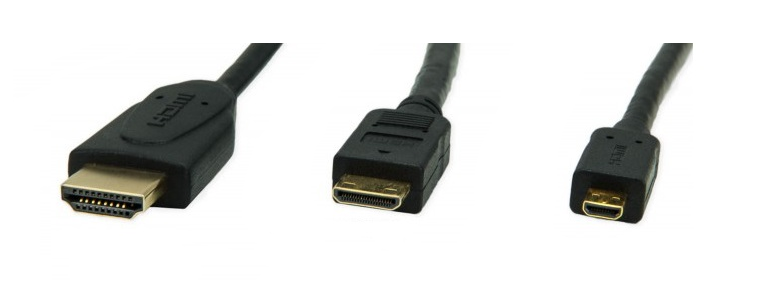
三款不同大小的HDMI，由左至右分別為標準HDMI（A）、mini-HDMI（C）、Micro HDMI（D）

HDMI的規格書中規定四種HDMI接口，分別是：

#### HDMI A Type

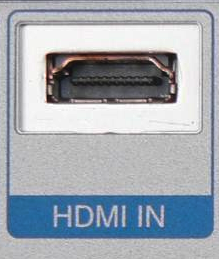
HDMI Type A插座

应用于HDMI1.0版本，總共有19pin，规格为4.45 mm×13.9 mm，為最常見的HDMI接頭規格，相對等於DVI Single-Link傳輸。在HDMI 1.2a之前，最大能傳輸165MHz的TMDS，所以最大傳輸規格只能在於1600×1200（TMDS 162.0 MHz）。 
| Pin | Pin定義                    |
| 1   | TMDS Data2+                |
| 2   | TMDS Data2 Shield          |
| 3   | TMDS Data2–                |
| 4   | TMDS Data1+                |
| 5   | TMDS Data1 Shield          |
| 6   | TMDS Data1–                |
| 7   | TMDS Data0+                |
| 8   | TMDS Data0 Shield          |
| 9   | TMDS Data0–                |
| 10  | TMDS Clock+                |
| 11  | TMDS Clock Shield          |
| 12  | TMDS Clock–                |
| 13  | CEC                        |
| 14  | Reserved（N.C. on device） |
| 15  | SCL                        |
| 16  | SDA                        |
| 17  | DDC/CEC Ground             |
| 18  | +5V Power                  |
| 19  | Hot Plug Detect            |

#### HDMI B Type
应用于HDMI1.0版本，规格为4.45 mm×21.2 mm，總共有29pin,可傳輸HDMI A type兩倍的TMDS資料量，相對等於DVI Dual-Link傳輸，用於傳輸高解析度（WQXGA 2560×1600以上）。因為HDMI A type只有Single-Link的TMDS傳輸，如果要傳輸成HDMI B type的訊號，則必須要兩倍的傳輸效率，會造成TMDS的Tx、Rx的工作頻率必須提高至270MHz以上。而在HDMI 1.3 IC出現之前，市面上大部分的TMDS Tx、Rx只能穩定在165MHz以下工作。此类接口未应用在任何产品中。
| Pin | Pin定義                    |
| 1   | TMDS Data2+                |
| 2   | TMDS Data2 Shield          |
| 3   | TMDS Data2–                |
| 4   | TMDS Data1+                |
| 5   | TMDS Data1 Shield          |
| 6   | TMDS Data1–                |
| 7   | TMDS Data0+                |
| 8   | TMDS Data0 Shield          |
| 9   | TMDS Data0–                |
| 10  | TMDS Clock+                |
| 11  | TMDS Clock Shield          |
| 12  | TMDS Clock–                |
| 13  | TMDS Data5+                |
| 14  | TMDS Data5 Shield          |
| 15  | TMDS Data5-                |
| 16  | TMDS Data4+                |
| 17  | TMDS Data4 Shield          |
| 18  | TMDS Data4-                |
| 19  | TMDS Data3+                |
| 20  | TMDS Data3 Shield          |
| 21  | TMDS Data3-                |
| 22  | CEC                        |
| 23  | Reserved（N.C. on device） |
| 24  | Reserved（N.C. on device） |
| 25  | SCL                        |
| 26  | SDA                        |
| 27  | DDC/CEC Ground             |
| 28  | +5V Power                  |
| 29  | Hot Plug Detect            |

#### HDMI C Type

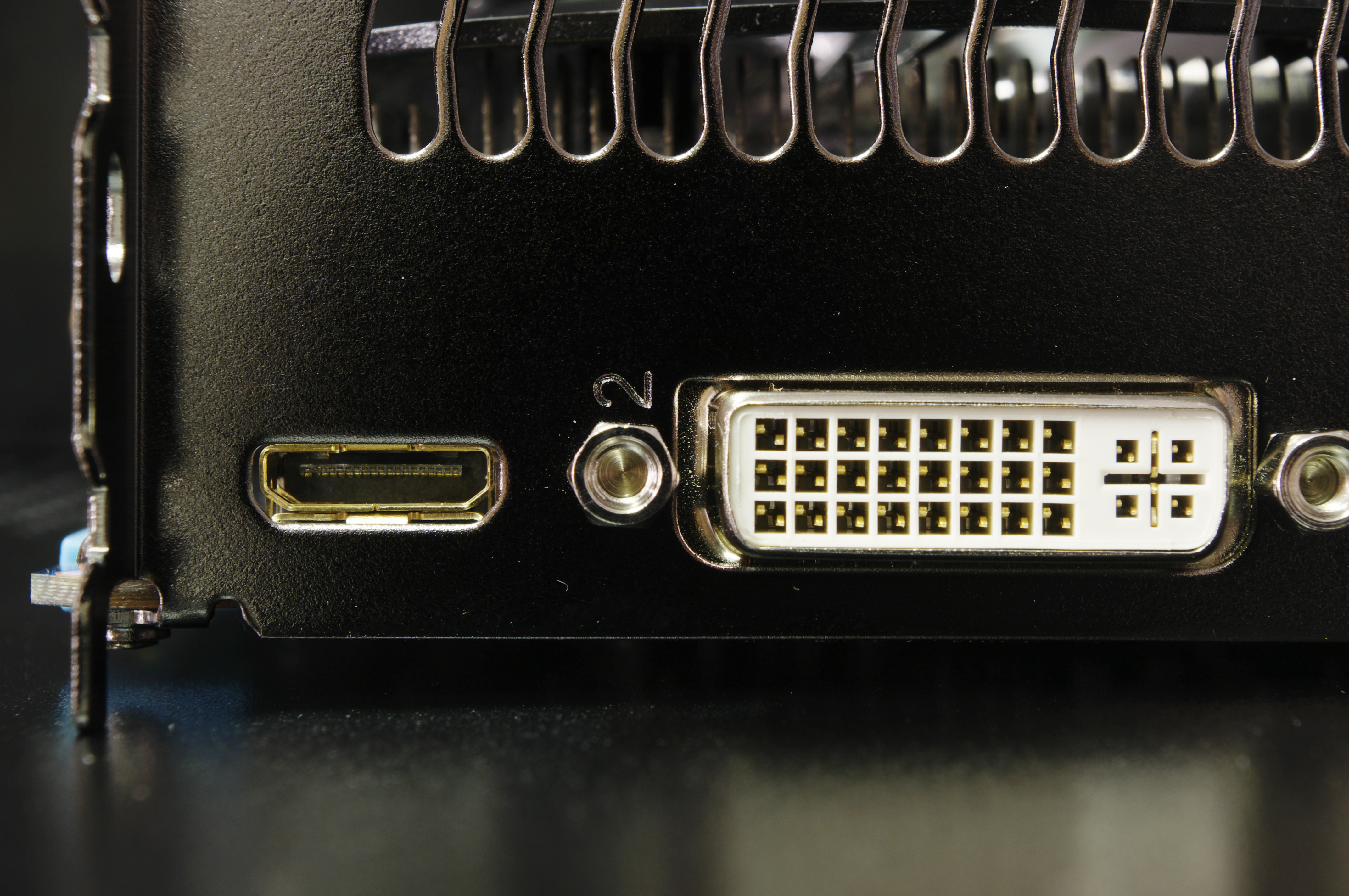
顯示卡上的mini-HDMI(左)

俗稱mini-HDMI，应用于HDMI1.3版本，總共有19pin，可以說是縮小版的HDMI A type，规格为2.42 mm×10.42 mm，但腳位定義有所改變。主要是用在攜帶型裝置上，例如DV、數位相機、攜帶型多媒體播放機等。由於大小所限，一些顯示卡會使用mini-HDMI，用家須使用轉接頭轉成標準大小的Type A再連接顯示器。
| Pin | Pin定義                    |
| 1   | TMDS Data2 Shield          |
| 2   | TMDS Data2+                |
| 3   | TMDS Data2–                |
| 4   | TMDS Data1 Shield          |
| 5   | TMDS Data1+                |
| 6   | TMDS Data1–                |
| 7   | TMDS Data0 Shield          |
| 8   | TMDS Data0+                |
| 9   | TMDS Data0–                |
| 10  | TMDS Clock Shield          |
| 11  | TMDS Clock+                |
| 12  | TMDS Clock–                |
| 13  | DDC/CEC Ground             |
| 14  | CEC                        |
| 15  | SCL                        |
| 16  | SDA                        |
| 17  | Reserved（N.C. on device） |
| 18  | +5V Power                  |
| 19  | Hot Plug Detect            |

#### HDMI D Type

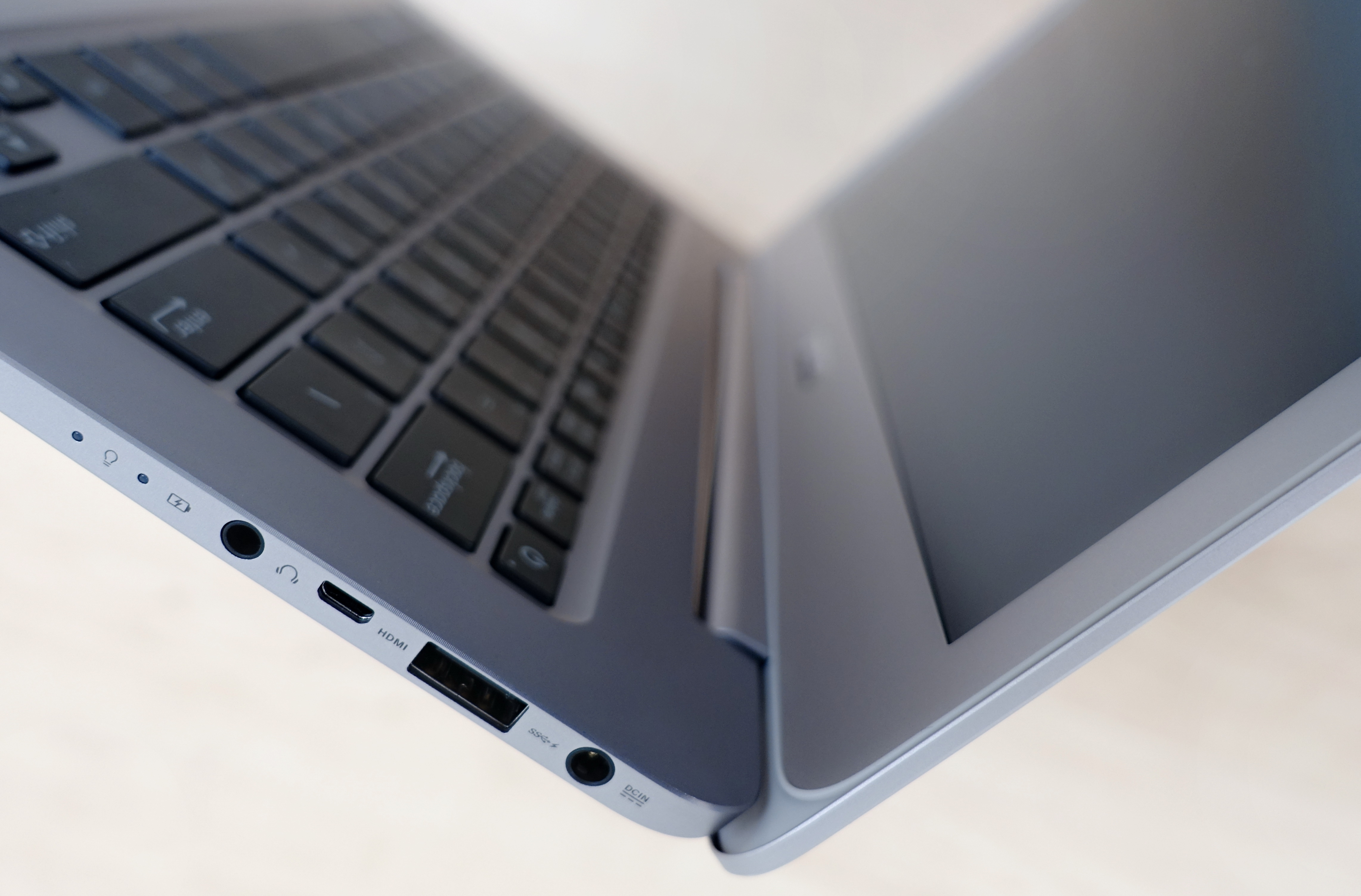
華碩 Zenbook UX305右側的耳機孔、micro HDMI (D Type)接口、USB 3.0接口和電源接口

俗稱Micro HDMI，应用于HDMI1.4版本，總共有19pin，规格为2.8 mm×6.4 mm，但腳位定義有所改變。新的接口将比现在19针MINI HDMI版接口小50％左右，可为相机、手机等便携设备带来最高1080p的分辨率支持及最快5GB的传输速度。
| Pin | Pin定義           |
| 1   | Hot Plug Detect   |
| 2   | Utility           |
| 3   | TMDS Data2+       |
| 4   | TMDS Data2 Shield |
| 5   | TMDS Data2-       |
| 6   | TMDS Data1+       |
| 7   | TMDS Data1 Shield |
| 8   | TMDS Data1-       |
| 9   | TMDS Data0+       |
| 10  | TMDS Data0 Shield |
| 11  | TMDS Data0-       |
| 12  | TMDS Clock+       |
| 13  | TMDS Clock Shield |
| 14  | TMDS Clock-       |
| 15  | CEC               |
| 16  | DDC/CEC Ground    |
| 17  | SCL               |
| 18  | SDA               |
| 19  | +5V Power         |

### TMDS通道
全名Transition Minimized Differential Signaling 最小化傳輸差分訊號
- 傳送音頻、視訊及各種輔助資料
- 訊號編碼方式：遵循DVI 1.0規格。Single-link (Type A HDMI) 或 dual-link (Type B HDMI)
- 視頻像素頻寬：從25 MHz到340 MHz（Type A, HDMI 1.3）或至680 MHz (Type B)。頻寬低於25MHz的視頻訊號如NTSC 480i將以倍頻方式輸出。每個像素的容許資料量從24位元至48位元。支援每秒120張畫面1080p解析度畫面傳送以及WQSXGA解析度 （页面存档备份，存于）
- 像素編碼方式：RGB 4:4:4, YCbCr 4:4:4（8-16 bits per component）; YCbCr 4:2:2（12 bits per component）; YCbCr 4:2:0（HDMI 2.0）
- 音頻取樣率：32 kHz, 44.1 kHz, 48 kHz, 88.2 kHz, 96 kHz, 176.4 kHz, 192 kHz, 1536 kHz（HDMI 2.0）。
- 音頻聲道數量：最大8聲道。HDMI 2.0支持32声道。
- 音頻串流規格：IEC61937相容串流，包括高流量無失真訊號如Dolby TrueHD、DTS-HD Master Audio。

### DDC通道
- DDC全文為Display Data Channel
- 傳送端與接收端可利用DDC通道得知彼此的傳送與接收能力，但HDMI僅需單向獲知接收端（顯示器）的能力。
- 使用100kHz時脈的I²C訊號
- 傳送資料結構為VESA Enhanced EDID（V1.3）。

### CEC通道
- CEC全文為Consumer Electronics Control
- 必須預留線路，但可以不必實作
- 用來傳送工業規格的AV Link協定訊號，以便支援單一遙控器操作多台AV機器
- 為單芯線雙向串列匯流排
- 在HDMI 1.0協定中制訂，在1.2a版中更新
- 一些制造商可能使用HDMI CEC，但是可能使用不同的名称来代表CEC功能：

1. Samsung - AnyNet+
2. Sharp - Aquos Link
3. Sony - BRAVIA Link and BRAVIA Sync
4. Hitachi - HDMI-CEC
5. AOC - E-Link
6. Pioneer - Kuro Link
7. Toshiba - CE-Link and Regza Link
8. Onkyo - RIHD (Remote Interactive over HDMI)
9. LG - SimpLink
10. Panasonic - HDAVI Control, EZ-Sync, VIERA Link
11. Philips - EasyLink

### 線材規格
在HDMI 2.1版本前，根據規範，所有的HDMI線分為五種，線材的種類，HDMI的版本為規範連接器，大部分情況下線材部分沒有更動。
- 標準纜線 （支援1080i及720p）
- 標準纜線附帶乙太網路
- 高速纜線 （支援1080p, 4K@30fps, 3D 與 Deep Color）
- 高速纜線附帶乙太網路
- 車用纜線

### 防拷機制
- 強制支援HDCP規格1.10版

## 版本演化

### HDMI 1.1 / 1.2
HDMI 1.1
2004年5月提出
- 支援DVD-Audio

HDMI 1.2
2005年8月提出
- 支援8聲道1bit音頻（SACD所使用者）
- 讓PC訊源可使用HDMI Type A接頭
- 在維持YCbCr CE色域前提之下開放PC訊源使用原生RGB色域
- 要求HDMI 1.2以上顯示器支援低電壓訊源

HDMI 1.2a
2005年12月提出
- 完全確立CEC通道的功能，指令集，以及相容性測試程序

### HDMI 1.3
2006年6月22日提出
- 擴增single-link模式的頻寬至340 Mhz（資料傳送速度10.2 Gbps）
- 從24bit色域（1677萬色）擴張支援至30-bit, 36-bit,與48-bit（RGB or YCbCr）色域（相當於超過十億色顯示）
- 支援新的xvYCC色彩標準
- 支援自動語音同步（台詞對嘴）機能
- 支援Dolby TrueHD以及DTS-HD Master Audio訊號輸出至外接解碼器[3]如果播放機具有直接將此二種訊號解碼的能力，則不需要支援HDMI 1.3，因為所有的HDMI規格都可以傳送未壓縮的音頻訊號。
- 提出新的小型化接頭以支援輕便型攝錄影機[4]
- Sony PlayStation 3是第一個上市的HDMI 1.3播放機。
- Sony BRAVIA KDL- 46X2500、KDL-40X2500是第一個上市的HDMI 1.3螢幕。（1080p支援新的xvYCC色彩標準, 36bits deep color）
- EPSON EMP-TW1000是第一個上市的HDMI 1.3的投影機（支援30-bit deep color）

HDMI 1.3a
2006年11月10日提出
- 修改Cable and Sink的HDMI C Type接頭
- 源終止建議
- 移除上升時間（rise time）和下降時間（fall time）的最高最低限制
- 改變CEC電容限制
- 澄清RGB影像量化範圍
- 增加CEC指令關於時間及聲音控制
- 同時Released認證的測試規格文件

HDMI 1.3b
2007年3月26日提出
- 主要是修改HDMI測試規格（HDMI Testing specification），而HDMI Specification依然是HDMI 1.3a。所以第一次出現當時的主要的HDMI Specification跟測試規格（HDMI Testing specification）是不同版本的情況發生。

- 1.3b 2007/03/26 Modifications to TE overview and policy description（4.1）
- Addition of Agilent TDR to Recommended TE（4.2.1.11）
- Clarification of tentative cable emulators（4.2.1.17）
- Jitter tolerance test changes (8-7)
- Added cable tests for TMDS_CLOCK channel (5-3)
- New VL triggering (7-2)
- Editorial and clarifications on CEC Line Degradation（7-15, 8-14）
- Added testing of additional source-supported Deep Color formats (7-34)
- Additional HDMI VSDB EDID checks (8-3)
- Additional TTC usage（5-3, 8-5, 8-6, 8-7）
- Incorporated Tek-recommended setup and calibration for TDR (8-8)
- Clarification on Sink Deep Color Recommended Test Method (8-25)
- Added long cable or cable emulator use for Repeater test (9-3)
- Added color-depths for each format in Source_Video_Formats（App. 3）
- Removed test for filler bytes (8-3)
- Removed Tektronix part number of cable emulator EFF-HDMI-CE-01

HDMI 1.3b1
2007年8月1日提出
- 僅修正關於測試設備上Type C connector的固定器（fixture）的些微內容

HDMI 1.3c
2008年7月25日提出
- 和1.3b、1.3b1一樣是為1.3a制訂的測試標準
- 與之前版本的主要差異為線材的測試（增加線材測試條目或修正其內容有助於HDMI裝置的互連相容性）
- 亦有部份修改與repeater和CEC相關

### HDMI 1.4
2009年5月28日提出
- 新增HDMI百兆以太网通道，允许基于互联网的HDMI设备和其它HDMI设备共享互联网接入，无需另接一条以太网线。
- 新增音频回传通道(ARC, Audio return channel)，让高清电视可通过HDMI线把音频訊號獨立传送到A/V功放接收机、音響設備上輸出。
- 定义通用3D格式和分辨率。实现家庭3D系统输入输出部分的标准化，最高支持两条1080p分辨率的视频流。
- 最高支持4K×2K（3840×2160p@24 Hz/25 Hz/30 Hz或4096×2160p@24 Hz）
- 拓展支持色彩空间，专为数码相机设计的色彩空间，包括sYCC601、Adobe RGB、AdobeYCC601，可在连接数码相机的时候显示更精确的逼真色彩。
- 新增Micro HDMI迷你接口，新的Micro HDMI接口将比现在的19针普通接口小50％左右。
- 支持汽车连接系统，一种为车载高清内容传输设计的线缆规范，可避免发热、震动、噪音等汽车内部常见环境的影响，也为汽车制造商在车内传送高清内容提供一套切实可行的解决方案。 （页面存档备份，存于）

HDMI 1.4a
2010年3月4日提出
- 新增Top-and-Bottom（上下）格式
- 新增两套应用于广播系统中的强制性3D画面传输格式标准
  - Side-by-Side Horizontal（並行水平）
  - Top-and-Bottom（上下）
- 定义强制性广播、游戏、电影3D标准
- HDMI 1.4a标准要求
  - 3D显示设备帧封装水平须达到720p@50、1080p@24或720p@60、1080p@24
  - Side-by-Side Horizontal需达到1080i@50或1080i@60
  - top-and-bottom需达到720p@50、1080p@24或720p@60、1080p@24

HDMI 1.4b
2011年10月11日提出
- 支援3D 1080p 120Hz

### HDMI 2.0
2013年9月4日提出
- 新增2160p@50 YCbCr 4:2:0、2160p@60 YCbCr 4:2:0（4K解析度）
- 支援21:9長寬比
- 32聲道，4组音频流
- 傳輸頻寬18Gbit/s
- 線材兼容HDMI 1.4（沒有定義新的數據線和接頭）
- 支持CEC扩展
- 支持双画面
- 动态自动声画同步

HDMI 2.0a
2015年4月8日提出
- 支援高動態範圍成像（HDR）

HDMI 2.0b
2016年3月提出
支援高動態範圍成像（HDR）视频的传输
带宽高达18Gbps
4K @ 50与/ 60（2160P），这是1080/60的视频分辨率的清晰的4倍
多达32个音频通道进行多维身临其境的音频体验
最多的最高音频保真度1536kHz音频采样频率
双视频的同时递送流提供给多个用户在同一屏幕上
同时传送多路音频多用户（最多4）
9视频宽高比：为广角戏剧21支持
视频和音频流的动态同步
CEC扩展通过单一控制点提供更多的扩展命令和消费电子设备的控制

### HDMI 2.1
2017年1月4日提出
HDMI 2.1根据飞利浦撰写的白皮书增加支持“动态元”
简而言之：“HDMI 2.0A涵盖HDR EOTF信令和静态元数据元数据的动态是HDMI 2.1所涵盖。”
HDMI 2.1附加功能：
- 支持的最大分辨率为 10K/120 Hz
- 支持4K、8K、10K分辨率时的120Hz刷新率
- 动态HDR（Dynamic HDR），支持逐场景甚至逐帧的HDR元数据调整
- 采用显示流压缩（DSC）1.2技术，支持4:2:0色度采样的8K以上视频格式 Hz
- 增强型音频回传通道（eARC），支持基于对象的音频格式如杜比全景声和DTS:X
- 增强刷新率特性：
  - 可变刷新率（VRR）减少或消除延迟、卡顿和画面撕裂，使游戏画面更流畅
  - 快速媒体切换（QMS）消除电影/视频播放前黑屏延迟
  - 快速帧传输（QFT）降低延迟
- 自动低延迟模式（ALLM）自动设置为最佳低延迟状态

HDMI 2.1a和HDMI 2.1b分别于2022年2月15日和2023年8月10日发布。

### HDMI 2.2
2025年1月6日提出。

## 長度限制問題
HDMI的纜線長度限制是其主要的問題之一，在部分消費者自行測試當中回報標準的28AWG（American Wire Gauge,美國纜線度量）規格HDMI銅線大約在超過5公尺之後開始訊號衰減。此長度通常不足以滿足投影機與電腦的連接。
但HDMI組織網頁並不認可此限制，其網頁常見問答集HDMI FAQ page當中記載：「我們見過有纜線在沒有"轉接器"之情況下通過不短於十米的HDMI "標準纜線"承諾測試」。
現有通過HDMI認證的10M cable（未使用HDMI equalizer IC），大都使用24AWG的線材去製作。
一些報告指出，增加纜線中銅線的直徑以降低阻抗，是有效延長纜線長度的方法之一。另外也有報告指出，24AWG規格的纜線表現較28AWG好。另外也有人使用光纖或兩條CAT-5網路纜線來取代標準HDMI銅線。某些廠商也製造HDMI訊號增強器以因應使用者的需求。
現有單一一顆HDMI equalizer IC，可讓24AWG HDMI cable最大使用長度變成50公尺。

## 版本对比
- 標準HDMI
- 高速HDMI
- 超高速HDMI (48G)

標準HDMI数据线可选支持HDMI版本特定的子技术规范，而高速HDMI數據線皆支援，如Deep Color和xvYCC等規範。標準與高速HDMI數據線皆可選配支援乙太網路。HDMI 2.1版本則提供新的48G線材規格，包含所有功能。
主要規格
|                        | HDMI 版本                                                            | HDMI 版本                          | HDMI 版本                                            | HDMI 版本                                         | HDMI 版本   |
| 1.0–1.2a               | 1.3–1.3a                                                             | 1.4–1.4b                           | 2.0–2.0b                                             | 2.1                                               |             |
| ---------------------- | -------------------------------------------------------------------- | ---------------------------------- | ---------------------------------------------------- | ------------------------------------------------- | ----------- |
| 發布日期               | 2002年12月 (1.0) 2004年5月0 (1.1) 2005年8月0 (1.2) 2005年12月 (1.2a) | 2006年6月0 (1.3) 2006年11月 (1.3a) | 2009年6月0 (1.4) 2010年3月0 (1.4a) 2011年10月 (1.4b) | 2013年9月 (2.0) 2015年4月 (2.0a) 2016年3月 (2.0b) | 2017年11月  |
| 信號規格               |                                                                      |                                    |                                                      |                                                   |             |
| 傳輸頻寬               | 4.95 Gbit/s                                                          | 10.2 Gbit/s                        | 10.2 Gbit/s                                          | 18.0 Gbit/s                                       | 48.0 Gbit/s |
| 最大傳輸資料速率       | 3.96 Gbit/s                                                          | 8.16 Gbit/s                        | 8.16 Gbit/s                                          | 14.4 Gbit/s                                       | 42.6 Gbit/s |
| TMDS Clock             | 165 MHz                                                              | 340 MHz                            | 340 MHz                                              | 600 MHz                                           | 1200 MHz    |
| 最小化傳輸差分訊號通道 | 3                                                                    | 3                                  | 3                                                    | 3                                                 | 4           |
| 編碼方式               | 8b/10b                                                               | 8b/10b                             | 8b/10b                                               | 8b/10b                                            | 16b/18b     |
| 壓縮 （可選）          | -                                                                    | -                                  | -                                                    | -                                                 | DSC 1.2     |
| 色彩格式支援           |                                                                      |                                    |                                                      |                                                   |             |
| RGB                    | 是                                                                   | 是                                 | 是                                                   | 是                                                | 是          |
| YCBCR 4:4:4            | 是                                                                   | 是                                 | 是                                                   | 是                                                | 是          |
| YCBCR 4:2:2            | 是                                                                   | 是                                 | 是                                                   | 是                                                | 是          |
| YCBCR 4:2:0            | 否                                                                   | 否                                 | 否                                                   | 是                                                | 是          |
| 色彩深度支援           |                                                                      |                                    |                                                      |                                                   |             |
| 08 bpc (24 bit/px)     | 是                                                                   | 是                                 | 是                                                   | 是                                                | 是          |
| 10 bpc (30 bit/px)     | 是                                                                   | 是                                 | 是                                                   | 是                                                | 是          |
| 12 bpc (36 bit/px)     | 是                                                                   | 是                                 | 是                                                   | 是                                                | 是          |
| 16 bpc (48 bit/px)     | 否                                                                   | 是                                 | 是                                                   | 是                                                | 是          |
| 色彩空間支援           |                                                                      |                                    |                                                      |                                                   |             |
| SMPTE 170M             | 是                                                                   | 是                                 | 是                                                   | 是                                                | 是          |
| ITU-R BT.601           | 是                                                                   | 是                                 | 是                                                   | 是                                                | 是          |
| ITU-R BT.709           | 是                                                                   | 是                                 | 是                                                   | 是                                                | 是          |
| sRGB                   | 否                                                                   | 是                                 | 是                                                   | 是                                                | 是          |
| xvYCC                  | 否                                                                   | 是                                 | 是                                                   | 是                                                | 是          |
| sYCC601                | 否                                                                   | 否                                 | 是                                                   | 是                                                | 是          |
| AdobeYCC601            | 否                                                                   | 否                                 | 是                                                   | 是                                                | 是          |
| Adobe RGB (1998)       | 否                                                                   | 否                                 | 是                                                   | 是                                                | 是          |
| ITU-R BT.2020          | 否                                                                   | 否                                 | 否                                                   | 是                                                | 是          |
| 音訊規格               |                                                                      |                                    |                                                      |                                                   |             |
| 最大通道的採樣率       | 192 kHz                                                              | 192 kHz                            | 192 kHz                                              | 192 kHz                                           | 192 kHz     |
| 總採樣率               | -                                                                    | -                                  | 768 kHz                                              | 1536 kHz                                          | 1536 kHz    |
| 樣本大小               | 16–24 bits                                                           | 16–24 bits                         | 16–24 bits                                           | 16–24 bits                                        | 16–24 bits  |
| 最大音訊通道           | 8                                                                    | 8                                  | 8                                                    | 32                                                | 32          |
|                        | 1.0–1.2a                                                             | 1.3–1.3a                           | 1.4–1.4b                                             | 2.0–2.0b                                          | 2.1         |
| HDMI 版本              |                                                                      |                                    |                                                      |                                                   |             |

分辨率刷新頻率限制
| HDMI 版本        | HDMI 版本        | HDMI 版本        | HDMI 版本        | 2.0a–2.0b   | 2.1         |
| ---------------- | ---------------- | ---------------- | ---------------- | ----------- | ----------- |
| 最大傳輸資料速率 | 最大傳輸資料速率 | 最大傳輸資料速率 | 最大傳輸資料速率 | 14.4 Gbit/s | 42.6 Gbit/s |
| 視頻格式         | 視頻格式         | 刷新頻率(Hz)     | 資料速率要求     | 14.4 Gbit/s | 42.6 Gbit/s |
| 1080p            | 1920 × 1080      | 60               | 4.00 Gbit/s      | 是          | 是          |
| 1080p            | 1920 × 1080      | 120              | 8.24 Gbit/s      | 是          | 是          |
| 1080p            | 1920 × 1080      | 144              | 10.00 Gbit/s     | 是          | 是          |
| 1080p            | 1920 × 1080      | 240              | 17.50 Gbit/s     | 是          | 是          |
| 1440p            | 2560 × 1440      | 60               | 7.04 Gbit/s      | 是          | 是          |
| 1440p            | 2560 × 1440      | 100              | 11.96 Gbit/s     | 是          | 是          |
| 1440p            | 2560 × 1440      | 120              | 14.49 Gbit/s     | 是          | 是          |
| 1440p            | 2560 × 1440      | 240              | 30.77 Gbit/s     | 否          | 是          |
| 4K               | 3840 × 2160      | 50               | 13.00 Gbit/s     | 是          | 是          |
| 4K               | 3840 × 2160      | 60               | 15.68 Gbit/s     | 是          | 是          |
| 4K               | 3840 × 2160      | 120              | 32.27 Gbit/s     | 否          | 是          |
| 4K               | 3840 × 2160      | 144              | 39.19 Gbit/s     | 否          | 是          |
| 5K               | 5120 × 2880      | 30               | 13.67 Gbit/s     | 是          | 是          |
| 5K               | 5120 × 2880      | 60               | 27.72 Gbit/s     | 否          | 是          |
| 5K               | 5120 × 2880      | 120              | 57.08 Gbit/s     | 否          | 是          |
| 8K               | 7680 × 4320      | 30               | 30.60 Gbit/s     | 否          | 是          |
| 8K               | 7680 × 4320      | 60               | 62.06 Gbit/s     | 否          | 是          |
| 8K               | 7680 × 4320      | 120              | 127.75 Gbit/s    | 否          | 是          |

1. 1 2 3  僅可使用 YCBCR 4:2:2 or 4:2:0 顏色格式
2. 1 2 3  僅支援顯示器壓縮串流數位訊號控制器（DSC）技術

| HDMI版本                       | 1.0–1.2a         | 1.3              | 1.4              | 2.0                             |
| ------------------------------ | ---------------- | ---------------- | ---------------- | ------------------------------- |
| 最大signal视频带宽（MHz）      | 165              | 340              | 340              | 600                             |
| 最大TMDS带宽（Gbit/s）         | 4.95             | 10.2             | 10.2             | 18                              |
| 最大视频带宽（Gbit/s）         | 3.96             | 8.16             | 8.16             | 14.4                            |
| 最大音频带宽（Mbit/s）         | 36.86            | 36.86            | 36.86            | 49.152（IEC61937以及DST audio） |
| 最大色深（bit/px）             | 24               | 48               | 48               | 48                              |
| 24-bit/px HDMI单通道最大分辨率 | 1920×1200p 60 Hz | 2560×1600p 75 Hz | 4096×2160p 24 Hz | 3840×2160p 60 Hz                |
| 30-bit/px HDMI单通道最大分辨率 | 不適用           | 2560×1600p 60 Hz | 3840×2160p 30 Hz | 3840×2160p 60 Hz                |
| 36-bit/px HDMI单通道最大分辨率 | 不適用           | 1920×1200p 75 Hz | 3840×2160p 25 Hz | 3840×2160p 50 Hz                |
| 48-bit/px HDMI单通道最大分辨率 | 不適用           | 1920×1200p 60 Hz | 3840×2160p 24 Hz | 3840×2160p 30 Hz                |

| HDMI版本                            | 1.0 | 1.1 | 1.2 1.2a | 1.3 | 1.3a 1.3b 1.3b1 1.3c | 1.4 | 2.0 |
| ----------------------------------- | --- | --- | -------- | --- | -------------------- | --- | --- |
| sRGB                                | 是  | 是  | 是       | 是  | 是                   | 是  | 是  |
| YCbCr                               | 是  | 是  | 是       | 是  | 是                   | 是  | 是  |
| 8 声道LPCM，192 kHz，24 bit音频传输 | 是  | 是  | 是       | 是  | 是                   | 是  | 是  |
| Blu-ray Disc视频音频全分辨率支持    | 是  | 是  | 是       | 是  | 是                   | 是  | 是  |
| 消费电子控制（CEC）                 | 是  | 是  | 是       | 是  | 是                   | 是  | 是  |
| DVD-Audio支持                       | 否  | 是  | 是       | 是  | 是                   | 是  | 是  |
| Super Audio CD（DSD）支持           | 否  | 否  | 是       | 是  | 是                   | 是  | 是  |
| Deep Color色深技术                  | 否  | 否  | 否       | 是  | 是                   | 是  | 是  |
| xvYCC                               | 否  | 否  | 否       | 是  | 是                   | 是  | 是  |
| 自动声画同步                        | 否  | 否  | 否       | 是  | 是                   | 是  | 是  |
| Dolby TrueHD音频                    | 否  | 否  | 否       | 是  | 是                   | 是  | 是  |
| DTS-HD Master Audio音频             | 否  | 否  | 否       | 是  | 是                   | 是  | 是  |
| CEC命令列表更新                     | 否  | 否  | 否       | 否  | 是                   | 是  | 是  |
| 以太网络通道                        | 否  | 否  | 否       | 否  | 否                   | 是  | 是  |
| 音频回传通道                        | 否  | 否  | 否       | 否  | 否                   | 是  | 是  |
| HDMI 3D功能                         | 否  | 否  | 否       | 否  | 否                   | 是  | 是  |
| 4K×2K分辨率支持                     | 否  | 否  | 否       | 否  | 否                   | 是  | 是  |
| 4K@50/60 Hz                         | 否  | 否  | 否       | 否  | 否                   | 否  | 是  |
| CEC扩展                             | 否  | 否  | 否       | 否  | 否                   | 否  | 是  |
| 双画面                              | 否  | 否  | 否       | 否  | 否                   | 否  | 是  |
| 4个音频流                           | 否  | 否  | 否       | 否  | 否                   | 否  | 是  |
| 32个音频通道                        | 否  | 否  | 否       | 否  | 否                   | 否  | 是  |
| 1536 kHz音频采样                    | 否  | 否  | 否       | 否  | 否                   | 否  | 是  |
| 21:9宽高比                          | 否  | 否  | 否       | 否  | 否                   | 否  | 是  |
| 动态自动声画同步                    | 否  | 否  | 否       | 否  | 否                   | 否  | 是  |

## 授權
因為HDMI是HDMI Licensing, LLC的登录商标，以及其所發明的對接標準，這些產品也是給HDMI Licensing, LLC來管理。故製造商在產品中使用HDMI规格需缴付版权费。版权费分为年会费和产品销售费。
- 年会费：使用HDMI的企业每年缴付10,000美元（2006年7月以前年费为15,000美元）
- 产品销售费：對使用HDMI的规格的产品每件收取0.15美元，如果产品上有HDMI的标记則降至0.05美元每件，如果该产品含有HDCP保护协议則再降至0.04美元每件。

产品销售费按最终产品为单位计算。例如一条HDMI导线收取0.15美元，而一个电视机厂商把这条导线和提供HDMI端口的电视一同捆绑销售也只征收0.15美元。

## 外部連結
- HDMI Licensing, LLC. （页面存档备份，存于）
- Dolby Podcast Episode 60 – March 26, 2009 –  Part one of a two-part discussion with Steve Venuti, President, and Jeff Park, Technology Evangelist, of HDMI Licensing.
- Dolby Podcast Episode 62 – April 23, 2009 –  Part two of a two-part discussion with Steve Venuti, President, and Jeff Park, Technology Evangelist, of HDMI Licensing.